# Pải Lủng
Pải Lủng là một xã thuộc huyện Mèo Vạc, tỉnh Hà Giang, Việt Nam.

## Địa lý
Xã Pải Lủng có vị trí địa lý:
- Phía đông giáp xã Thượng Phùng và xã Xín Cái
- Phía tây, bắc giáp huyện Đồng Văn
- Phía nam giáp xã Pả Vi.

Xã Pải Lủng có diện tích 15,41 km², dân số năm 2019 là 3.123 người, mật độ dân số đạt 203 người/km².
Pải Lủng có Quốc lộ 4C đi qua địa bàn. Sông Nho Quế tạo thành ranh giới tự nhiên phía đông của Pải Lủng với Thượng Phùng và Xín Cái.

## Hành chính
Xã Pải Lủng được chia thành 11 thôn: Pải Lủng, Páo Sảng, Thình Lủng, Ngài Lầu, Tà Làng, Thào Lủng, Séo Sả Lủng, Sả Lủng, Séo Xà Lủng, Mã Pì Lèng, Mua Lài Lủng.

## Lịch sử
Trước đây, Pải Lủng là một xã thuộc huyện Đồng Văn.
Ngày 5 tháng 7 năm 1961, Hội đồng Chính phủ ban hành Quyết định số 91-CP về việc thành lập xã Pải Lủng trên cơ sở một phần diện tích và dân số của xã Đồng Văn.
Ngày 15 tháng 12 năm 1962, Hội đồng Chính phủ ban hành Quyết định số 211-CP về việc thành lập huyện Mèo Vạc trên cơ sở tách xã Pải Lủng thuộc huyện Đồng Văn.

## Du lịch
Pải Lủng có một phần diện tích thuộc Đèo Mã Pí Lèng nằm trên đỉnh núi cao 1.500 m so với mặt nước biển, với diện tích được khoanh vùng bảo vệ là 796,25 ha, được coi là khu vực di sản đặc sắc về địa chất và cảnh quan; khu vực đỉnh đèo được đánh giá là một trong những điểm quan sát toàn cảnh vào loại đẹp nhất ở Việt Nam; hẻm vực sông Nho Quế là một trong những thung lũng kiến tạo độc nhất vô nhị ở Việt Nam.